# Wilde-Lilien-Bewegung

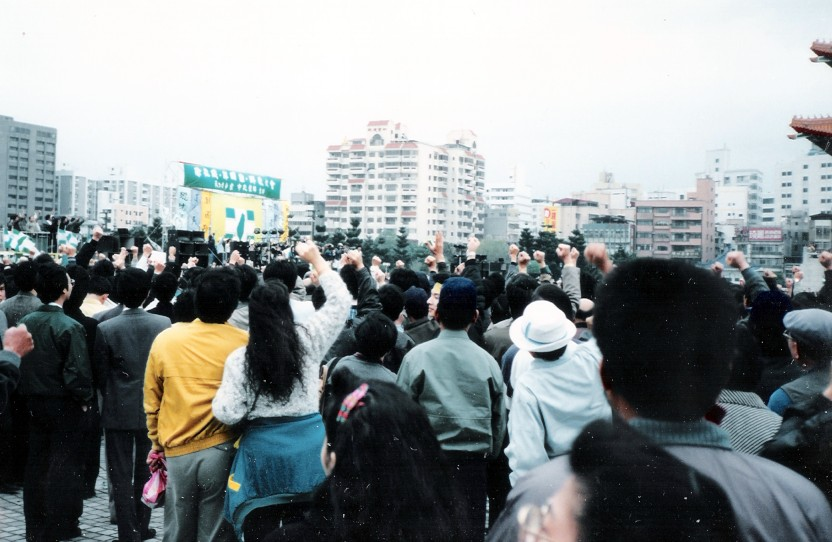
Wilde-Lilien-Studentenproteste auf dem Vorplatz der Chiang-Kai-shek-Gedächtnishalle am 18. März 1990

Die Wilde-Lilien-Bewegung (chinesisch 野百合學運, Pinyin Yě Bǎihé xué yùn, englisch Wild Lily movement) war ein über 6 Tage vom 16. bis 22. März 1990 andauernder massenhafter Studentenprotest in Taipeh in der Republik China (Taiwan). Die Bewegung war ein wichtiges Ereignis beim Übergang Taiwans von der Ein-Parteien-Dominanz der Kuomintang (KMT) zu einer demokratischen Mehrparteiengesellschaft.

## Politischer Hintergrund
Im Jahr 1990 befand sich die Republik China bzw. Taiwan (beide Begriffe werden im Folgenden synonym gebraucht) in einer Umbruchphase. Der seit 1949 geltende Ausnahmezustand war nach 38 Jahren Dauer im Jahr 1987 offiziell beendet worden. Neue Parteigründungen wurden erlaubt und in Kürze etablierte sich die 1986 gegründete Demokratische Fortschrittspartei (DPP) als führende Oppositionspartei. Sämtliche politischen Machtpositionen (Präsident, Premierminister, höhere Verwaltung) verblieben jedoch zunächst in den Händen der zuvor alleine herrschenden Kuomintang. Innerhalb der Kuomintang gab es einen Reformflügel und einen konservativeren Flügel, dem die politischen Reformen zu schnell vorangingen, und der das Reformtempo gerne abgebremst hätte. Seit 1988 war Lee Teng-hui amtierender Staatspräsident und es war zunächst unklar, in welche Richtung er sich dauerhaft bewegen würde. Nach der blutigen Niederschlagung der Studentenbewegung im Tian’anmen-Massaker in Peking am 4. Juni 1989 ging eine Welle antikommunistischer Sentiments durch Taiwan. Die reformorientierten Stimmen wurden zeitweilig leiser und die antikommunistischen Hardliner in den Reihen der KMT erhielten wieder mehr Gehör.

### Präsidentenwahl 1990
Zu einem wesentlichen Kritikpunkt der Opposition entwickelte sich der Modus der Präsidentenwahl. Nach der bisherigen Verfassung war der Präsident durch die Nationalversammlung gewählt worden. Diese Nationalversammlung war im Jahr 1946 in der damaligen Republik China (Festland und Insel Taiwan) gewählt worden. Seitdem hatte es keine Neuwahl mehr gegeben, da auf dem Festland die Kommunisten die Herrschaft übernommen hatten. Die einmal gewählten Delegierten waren dauerhaft im Amt geblieben. Lediglich die 84 Delegierten der Provinz Taiwan waren im Jahr 1986 neu gewählt worden. Anfang März kamen die 670 Delegierten der Nationalversammlung zur Neuwahl des Präsidenten zusammen. Versammlungsort war die Chungshan-Halle (中山樓) im Yangmingshan-Nationalpark (Bezirk Beitou) in Taipeh. Der Großteil dieser Delegierten war bereits über 80 Jahre alt und etliche mussten in Rollstühlen zur Versammlung gefahren werden. Einige Abstimmende seien nicht alleine in der Lage gewesen, die Hand zur Abstimmung zu heben und mussten durch Familienangehörige darin unterstützt werden. Der älteste Delegierte war 100 Jahre alt und stammte aus der Provinz Hubei.
Unter den 670 Delegierten befanden sich 11 in der Provinz Taiwan gewählte DPP-Abgeordnete, die bei der Wahlprozedur in der Eidesformel eigenmächtig den Ausdruck „vertritt das Volk der Republik China“ durch „vertritt das Volk Taiwans“ änderten, und daraufhin von der Wahlveranstaltung ausgeschlossen wurden.
Offizieller Präsidentschaftskandidat der Kuomintang wurde der amtierende Präsident Lee Teng-hui, der sich Li Yuan-tsu zum Vizepräsidenten wählte. Allerdings gab es auch konservative Kräfte in der KMT, die dem als Reformer eingestuften Lee misstrauten, und an seiner Stelle den Präsidenten des Justiz-Yuans Lin Yang-kang, sowie als seinen Stellvertreter Chiang Wei-kuo, den Adoptivsohn Chiang Kai-sheks nominieren wollten, was jedoch keinen Erfolg hatte. Außerdem strebten die konservativen Kräfte eine Reform der Nationalversammlung an, nach der diese die Gesetzesinitiative und ein Vetorecht gegenüber Beschlüssen des Legislativ-Yuans erhalten hätte.

## Wilde-Lilien-Proteste

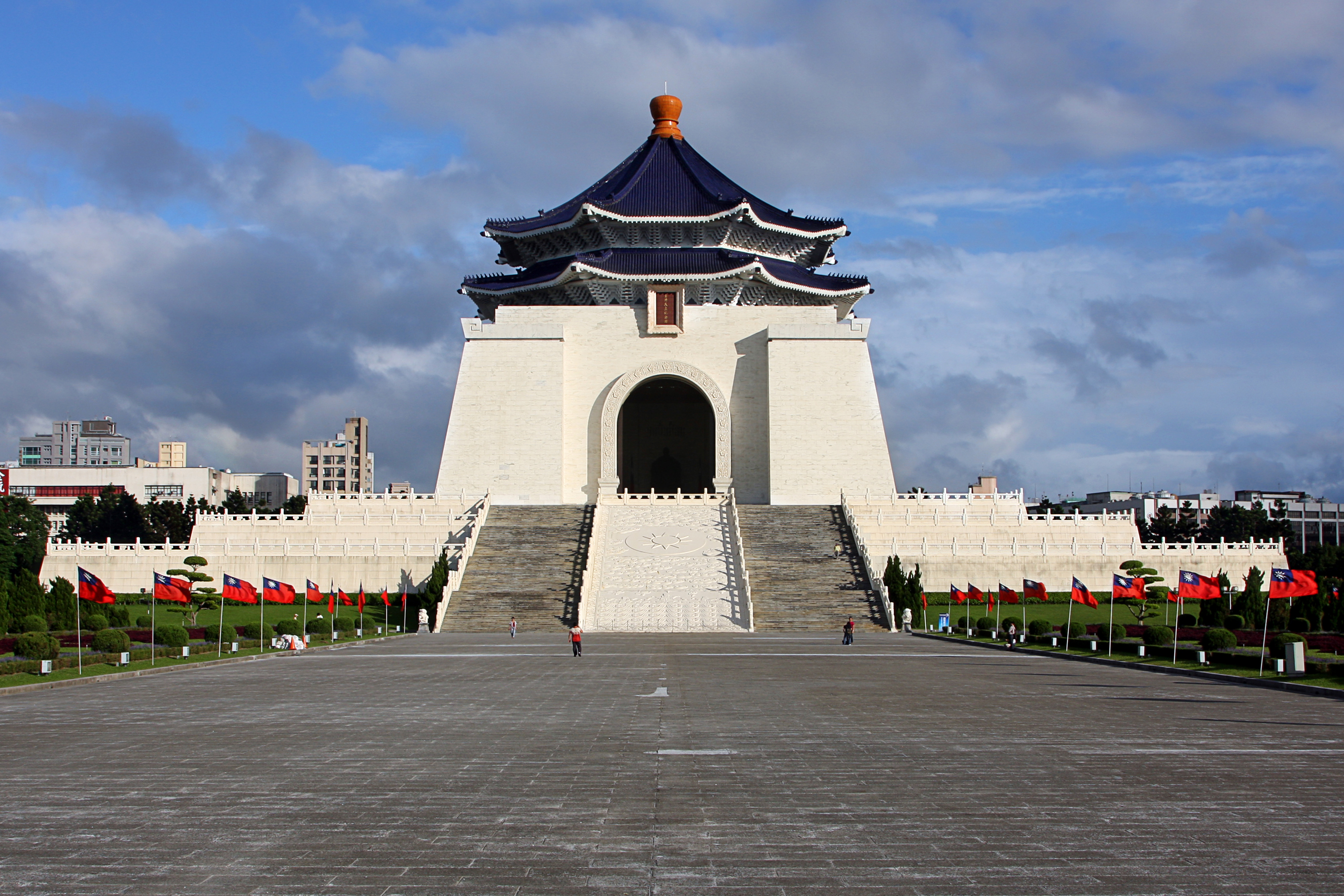
Chiang Kai-shek-Gedächtnishalle mit Vorplatz, der Ort der Demonstrationen

Angesichts der beschriebenen Entwicklungen in der tagenden Nationalversammlung kam es zu Studentenprotesten. Die Proteste begannen am 16. März mit einem Sit-in einiger weniger Studenten der Nationaluniversität Taiwan vor der Chiang-Kai-shek-Gedächtnishalle im Zentrum von Taipeh. Die Studenten entfalteten dort ein Banner mit der Aufschrift 我們怎能再容忍七百個皇帝的壓榨 („Wie können wir die Unterdrückung durch mehr als 700 Kaiser tolerieren?“). Die Protestaktion sprach sich schnell herum, und aus dem ganzen Land reisten Studenten nach Taipeh, um sich den Demonstrierenden anzuschließen. Die Zahl der Demonstranten wuchs in den folgenden Tagen auf mehrere Tausend an und es schlossen sich auch Lehrkräfte der Universitäten an.
Die protestierenden Studenten wählten sich eine weiße Lilie als Symbol. Die Idee dazu kam von einigen Kunststudenten, die aus weißer Leinwand und Bambusstäben eine meterhohe Skulptur einer Lilie bastelten, die am 21. März 1990 aufgestellt wurde. Dieses Symbol war auch eine Reminiszenz an die Ereignisse von Tian’anmen, wo die protestierenden Studenten eine Statue als „Göttin der Demokratie“ aufgebaut hatten. Diese Statue ähnelte sehr der amerikanischen Freiheitsstatue, was die Studenten in Taipeh als unpassend empfanden, und daher wählten sie stattdessen ein traditionelleres Symbol.
Die Protestierenden wählten ein siebenköpfiges Koordinationskomitee, das folgende Forderungen an den Präsidenten formulierte:
1. Auflösung der Nationalversammlung
2. Aufhebung der „Vorübergehenden Verfügungen während der nationalen Mobilisierung zur Niederschlagung der kommunistischen Rebellion“ (動員戡亂時期臨時條款), eines Ausnahmegesetzes aus dem Jahr 1948, das die Grundrechte der Verfassung einschränkte,[3]
3. Einberufung einer nationalen Konferenz zur Diskussion über Verfassungsänderungen,
4. ein genauer Zeitplan für politische und wirtschaftliche Reformen.

Die Protestierenden betonten ihre Parteiunabhängigkeit und lehnten die Teilnahme an einer DPP-Demonstration am 18. und 19. März 1990 ab. Etliche Studenten übernachteten auf dem Platz und wurden durch Anwohner mit Nahrungsmitteln versorgt.
Am Morgen des 19. März 1990 begab sich der Bildungsminister Mao Kao-wen auf den Demonstrationsplatz und überreichte den Demonstranten einen Brief des Präsidenten. In diesem sicherte der Präsident zu, dass er den Reformprozess fortsetzen werden und forderte die Studenten auf, die Demonstration zu beenden und wieder zur Ordnung zurückzukehren. Enttäuscht über diese Antwort begannen mehrere Dutzend Studenten mit einem Hungerstreik. Am 21. März verkündeten zwei an den Demonstrationen teilnehmende Professoren, die direkt mit dem Präsidenten verhandelt hatten, dass dieser bereit sei, eine Delegation von 50 Studenten zu empfangen.
Am Abend des 21. März fand das Treffen der Studentendelegation mit dem Präsidenten statt. Präsident Lee sicherte den Studenten zu, dass er die geforderte nationale Konferenz einberufen werde, sobald er im Mai im Amt vereidigt worden sei. Ebenso sicherte er einen Zeitplan für politische und wirtschaftliche Reformen zu. Eine Neuwahl des Legislativ-Yuans und Verfassungsänderungen könnten innerhalb der nächsten zwei Jahre stattfinden. Hinsichtlich der Auflösung der Nationalversammlung betonte Lee, dass er hierfür nicht die verfassungsrechtlichen Kompetenzen habe, jedoch werde dieses Thema bei der anvisierten nationalen Konferenz diskutiert werden.
Am 22. März 1990 beschlossen die Führer der Demonstration, diese zu beenden. Zum einen wurde dies mit der weitgehenden Akzeptanz der Forderungen der Demonstranten begründet, zum anderen bestand die Befürchtung, dass Kuomintang-nahe Studenten die Demonstration infiltrieren und als agent provocateurs gewalttätige Auseinandersetzungen in der bislang friedlich verlaufenen Veranstaltung provozieren könnten.

## Folgen
Präsident Lee hielt die Versprechen, die er den Studentenvertretern gegeben hatte, im Wesentlichen ein. Vom 28. Juni bis 4. Juli 1990 tagte im Grand Hotel in Taipeh eine „Konferenz zu den Nationalen Angelegenheiten“, an der 140 Politiker und Intellektuelle verschiedener Richtungen (KMT und DPP) teilnahmen. Die Konferenz stimmte darin überein, dass der Präsident künftig direkt gewählt werden solle und dass es parlamentarische und verfassungsrechtliche Reformen geben müsse. Allerdings blieb das Abschlusscommuniqué relativ vage formuliert. Am 30. April 1991 verkündete Präsident Lee das Ende der „Mobilisierung zur Niederschlagung der kommunistischen Rebellion“ und der „Vorübergehenden Verfügungen“. Dies war in der Sitzung der Nationalversammlung vom 8. bis 23. April 1991 beschlossen worden. Die noch auf dem chinesischen Festland gewählten Abgeordneten der Nationalversammlung mussten bis Ende 1991 ihre Parlamentssitze aufgeben.
Die Neuwahl einer aus 327 Abgeordneten bestehenden Nationalversammlung fand Ende 1991 statt. Am 19. Dezember 1992 fand auch die Wahl eines 161 Abgeordnete umfassenden Legislativ-Yuans statt. Der Präsident wurde erstmals 1996 direkt gewählt.
Die Wilde-Lilien-Bewegung wurde zum Vorbild für spätere Studentenbewegungen in Taiwan. Im Jahr 2008 spielte sich hier die „Wilde-Erdbeeren-Studentenbewegung“ ab, und im Jahr 2014 die „Sonnenblumen-Bewegung“, die sich beide gegen die als zu weitgehend empfundene Annäherung Taiwans an die Volksrepublik China richteten.
Auch die „Regenschirm-Bewegung“ in Hongkong 2014 wurde von den taiwanischen Studentenbewegungen zumindest teilweise inspiriert.